# Stereohypnum glaucissimum
Stereohypnum glaucissimum là một loài Rêu trong họ Hypnaceae. Loài này được (Besch. ex Geh.) M. Fleisch. mô tả khoa học đầu tiên năm 1908.